# Стојанче Стоилов
Стојанче Столе Стоилов (Скопље, 30. април 1987) је македонски рукометаш који тренутно наступа за Вардар и рукометну репрезентацију Македоније на позицији пивотмена.
Са екипом Вардара је два пута освојио ЕХФ Лигу шампиона — 2017. и 2019. године.

## Успеси

### Домаћа такмичења
- Суперлига Македоније у рукомету

 Злато: 2007-08, 2009-10, 2012–13, 2014–15, 2015–16, 2016-17, 2017-2018.
- Куп Македоније у рукомету

 Злато: 2009, 2010, 2012, 2014, 2015, 2016, 2017, 2018.

### Европска такмичења
- ЕХФ Лига шампиона

 Злато: 2016–17, 2018–19.

### Остала такмичења
- SEHA liga

 Злато: 2011/12, 2013/14, 2016/17, 2017/18.